# Nicolae Ciorănescu
Nicolae Ciorănescu (n. 28 martie 1903, la București – d. 2 aprilie 1957) a fost un matematician român. Face parte din familia Ciorănescu, care a dat țării intelectuali de calibru.

## Biografie
A urmat cursurile medii la liceele: Mănăstirea Dealu, Mihai Viteazul și Spiru Haret din București.
În 1925 obține licența în matematică și fizico-chimie.
I-a avut ca profesori pe: David Emmanuel, Traian Lalescu, Gheorghe Țițeica, Dimitrie Pompeiu.
În 1927 a primit diploma de licență în științe, iar în 1929 titlul de doctor în matematică la Sorbona.
În 1929 este numit conferențiar la Catedra de Matematici Generale la anul preparator, la Școala Politehnică din București, catedră pe care a deținut-o până în 1941.
În perioada 1941 - 1943 este profesor de geometrie analitică la Politehnica din București, iar în perioada 1943 - 1947 la Catedra de Analiză.
În 1944 a fost numit rector al Politehnicii din București, fiind eliminat din cadrele Politehnicii în 1947 pe considerente politice.
A fost membru al Academiei de Științe din România. În anul 2006 a fost ales membru post-mortem al Academiei Române.
A fost membru la Gazeta matematică și la Societatea Română de Științe. În memoria sa, un liceu din Târgoviște îi poartă numele.

## Activitate științifică
Ciorănescu a cultivat cu predilecție analiza matematică clasică, în special teoria ecuațiilor cu derivate parțiale, teoria funcțiilor analitice de variabilă reală și teoria ecuațiilor funcționale, probleme de mecanică teoretică (mecanica sistemelor continue și dinamica punctului material).

## Scrieri
Opera sa matematică cuprinde peste 120 de memorii, lucrări didactice, monografii, unele lucrări fiind publicate și peste hotare.
A scris lucrări de popularizare a științei, printre care cea mai cunoscută a fost Astronomia pentru toți.
- 1955: Curs de algebră și analiză
- 1962: Tratat de matematici speciale
- 1934: Curs elementar de algebră superioară
- 1935: Aritmetică practică
- 1938: Ecuațiile mecanicii analitice
- 1938: Viața și activitatea lui N. Botea
- 1939: Gheorghe Țițeica
- 1939: Învățații noștri.